# アブラテ・アブドルシテ
アブラテ・アブドルシテ（ウイグル語: ئابلەت ئابدۇرىشىت、Ablet Abdulreshit、1942年3月 - ）は、中華人民共和国の官僚・政治家。新疆省グルジャ県出身。元新疆ウイグル自治区人民政府主席、中国人民政治協商会議全国委員会副主席。中国共産党第15期、第16期、第17期中央委員会委員。

## 経歴
1942年3月、新疆省グルジャ県で生まれる。1960年7月に中国共産党入党。1960年、新疆工学院機電系（現在の新疆大学）に入学した。1965年を卒業。1965年に新疆ウイグル自治区建築勘察設計院に入局、1980年に同院副院長に就任。1983年、新疆ウイグル自治区計劃委員会委副主任兼党組書記に就任。1991年、新疆ウイグル自治区人民政府副主席に任命。1993年、新疆ウイグル自治区党委副書記兼主席代行に就任。1994年、新疆ウイグル自治区党委副書記・新疆ウイグル自治区人民政府主席・新疆ウイグル自治区人民代表大会常務委員会主任に昇格。
2003年3月、中央に移り、中国人民政治協商会議全国委員会副主席（次官）に就任。2008年3月再任。